# Test for Echo
Test for Echo je šestnácté studiové album kanadské rockové skupiny Rush. Jeho nahrávání probíhalo od ledna do března 1996 v Bearsville Studios v New Yorku a v Reaction Studios v Torontu. Album pak vyšlo v září 1996 prostřednictvím vydavatelství Anthem Records a Atlantic Records.

## Seznam skladeb
Autory všech skladeb jsou Alex Lifeson, Geddy Lee a Neil Peart, mimo úvodní skladby „Test for Echo“ – tu spolu s nimi napsal Pye Dubois.
| Pořadí         | Název                | Délka |
| -------------- | -------------------- | ----- |
| 1.             | Test for Echo        | 5:56  |
| 2.             | Driven               | 4:27  |
| 3.             | Half the World       | 3:41  |
| 4.             | The Color of Right   | 4:48  |
| 5.             | Time and Motion      | 5:04  |
| 6.             | Totem                | 5:00  |
| 7.             | Dog Years            | 4:56  |
| 8.             | Virtuality           | 5:43  |
| 9.             | Resist               | 4:22  |
| 10.            | Limbo                | 5:28  |
| 11.            | Carve Away the Stone | 4:05  |
| Celková délka: | Celková délka:       | 53:25 |

## Obsazení
- Geddy Lee – baskytara, klávesy, zpěv
- Alex Lifeson – kytara, mandola
- Neil Peart – bicí, perkuse